# Louis-Marie Guichard
Pour les articles homonymes, voir Guichard.
Louis-Marie Guichard, né vers 1770 à Paris et mort dans la même ville le 31 mai 1832, est un sculpteur français.
Il travailla dix ans en Russie et devint le « sculpteur attitré de la famille impériale russe »,.
Il ne doit pas être confondu avec Joseph-Nicolas Guichard, ornemaniste de la seconde moitié du XVIIIe siècle.

## Biographie
Élève d'Augustin Pajou et de François-André Vincent, Louis-Marie Guichard excellait dans les bustes taillés dans le marbre en grandeur naturelle, et d'après nature, dont le rendu était réputé pour sa ressemblance avec le modèle. Plusieurs de ses œuvres furent ensuite éditées en plâtre.
Courant 1803-1804, il se rend en Russie, à Saint-Pétersbourg. L'empereur Alexandre Ier le choisit pour tailler son portrait, ainsi que les grands personnages de Russie. Il est reçu membre de l'Académie des Arts de Saint-Pétersbourg. Il revient en France en 1814.
En 1813, il fut reçu associé honoraire du Comité d'agriculture de la Société des arts de Genève.
Louis-Marie Guichard expose ses œuvres aux Salons de 1802, 1814 (obtention d'une médaille), 1817, 1819, 1822, 1830 et 1831.
Selon certaines sources, il résida à Nantes autour de l'année 1825, ce qui explique son absence aux Salons parisiens de 1824 et 1827.
Il exerça à Paris au 196, place du Museum en 1802-1804, au 8, cul-de-sac-Ferou (près de Saint-Sulpice) de 1814 à 1820, au 25, rue des Francs-Bourgeois en 1822 et au 20, rue Monsieur le Prince en 1830 jusqu'à sa mort en 1832.
Il meurt à Paris le 31 mai 1832. Son inventaire après-décès eut lieu le 13 juin suivant, sur la requête de sa veuve Jeanne-Isoline Joly.

## Carrière
Louis-Marie Guichard fut très apprécié de ses contemporains, tant français que russes. Comme l'indique Irina Krasnikova, directrice du département des sculptures de la galerie Tretiakov de Moscou : 

« Les rarissimes exemples de portraits sculptés russes de l'époque du romantisme appartiennent au ciseau du maître français M. Guichard [qui] apporta de France l'esprit de la vie romantique, les idéaux et les formes d'un art nouveau […]. Pour concentrer l'attention du spectateur sur la personnalité du modèle, l'artiste tend à la sobriété, […] le monde des objets, dans le portrait romantique, est insignifiant. Les détails sont chargés de fixer l'essentiel, soit le reflet des goûts du commanditaire, soit la position sociale du modèle.
Les portraits de l'empereur Alexandre Ier et de son frère Constantin font preuve d'un dépouillement raffiné. […]
Le portrait du tsarévitch Constantin, réalisé en 1804, est une sorte de « percée » du sculpteur dans le monde de l'art de cour, des commandes et du succès. Le grand-duc de 25 ans a […] une expression d'ardeur juvénile et [l]' intensité émotionnelle se reflète sur son visage […]. L'étoile de Saint-André-le-Premier-Appelé est à demi cachée par le revers de la veste et est couverte par les glands et l'insigne de l'ordre de Saint-Georges.  […] On a ici un véritable héros romantique, perçu à travers le prisme de l'idéal […].
Le portrait d'Alexandre Ier, réalisé trois ans plus tard […] est très différent du portrait de son frère. Guichard ne cherche pas à faire du tsar un homme à l'émotion exacerbée. […] Le sculpteur n'a nul besoin, ici, de recréer l'illusion de la jeunesse. L'empereur n'avait que deux ans de plus que son frère, et [nous] voyons ici un homme mûr, volontaire, énergique, sûr de ses forces. »

Une fois revenu en France, le talent de Guichard est suffisamment célèbre pour qu'il soit l'un des deux sculpteurs admis à approcher le Roi Louis XVIII pour en tailler le portrait dans le marbre (1814)

## Œuvres
L'œuvre de Louis-Marie Guichard est clairement établie pour la période russe (1804-1813). En revanche, l'œuvre de la période française (1813-1832) reste à découvrir en grande partie : par exemple, on n'identifie que onze bustes en marbre de Guichard durant la période française, alors que trente-trois bustes en plâtre (probablement moulés sur les marbres durant cette période) furent dénombrés lors de l'inventaire après décès.
Guichard est davantage connu en Russie qu'en France. L'exposition « Russie romantique » (Paris, musée de la Vie romantique, 2010-2011) fut l'occasion d'exposer en France deux des bustes impériaux conservés à Moscou.

### Exposition de 1802
- Buste en plâtre du citoyen Blondin[11], professeur des langues française, anglaise, etc., au Palais National des Sciences et Arts, no 417 de l'Exposition.
- Plusieurs bustes d'après nature : no 418 de l'Exposition.

### Période russe (vers 1804-1814)

#### Bustes de la famille impériale
- Buste d'Alexandre 1er, empereur de Russie (1807), marbre, musée russe, Saint-Pétersbourg.
- Buste d'Alexandre 1er, empereur de Russie (vers 1807), marbre, Académie des beaux-arts de Saint-Pétersbourg[12].
- Buste d'Alexandre 1er, empereur de Russie, marbre, Penza, sur les rives de Soura.
- Buste d'Alexandre 1er, empereur de Russie (vers 1807), marbre. Envoyé durant l'été 1807 par Alexandre à Napoléon après la paix de Tilsit, avec un lot de fourrures précieuses[13]. La manufacture de Sèvres en fit quelques tirages en biscuit (hauteur 24 cm)[14].
- Buste d'Alexandre 1er, empereur de Russie (1807) , bronze de 1877 fondu par Félix Chopin, Moscou, galerie Tretiakov.
- Buste de Maria Feodorovna, femme de Paul 1er et mère d'Alexandre, (1806), marbre, Saint-Pétersbourg, château des Ingénieurs.
- Buste d'Elisabeth Alexievna, femme d'Alexandre (1806), marbre (hauteur 60 cm, signé « Guichard fecit »), Saint-Pétersbourg, musée de l'Ermitage.
- Buste de l'impératrice Elisabeth Petrovna, (vers 1806), marbre, non localisé.
- Buste de Catherine Pavlovna, fille de Paul 1er et reine de Wurtemberg, (1806), marbre, non localisé.
- Buste du grand-duc Constantin Pavlovitch, frère d'Alexandre
  - plâtre (1804) ; non localisé.
  - marbre (1806), signé « Guichard fecit », Saint-Pétersbourg, musée de l'Académie des beaux-arts.
  - fonte en bronze (1877) par Félix Chopin, Moscou, galerie Trétiakov.

Œuvres de Louis-Marie Guichard
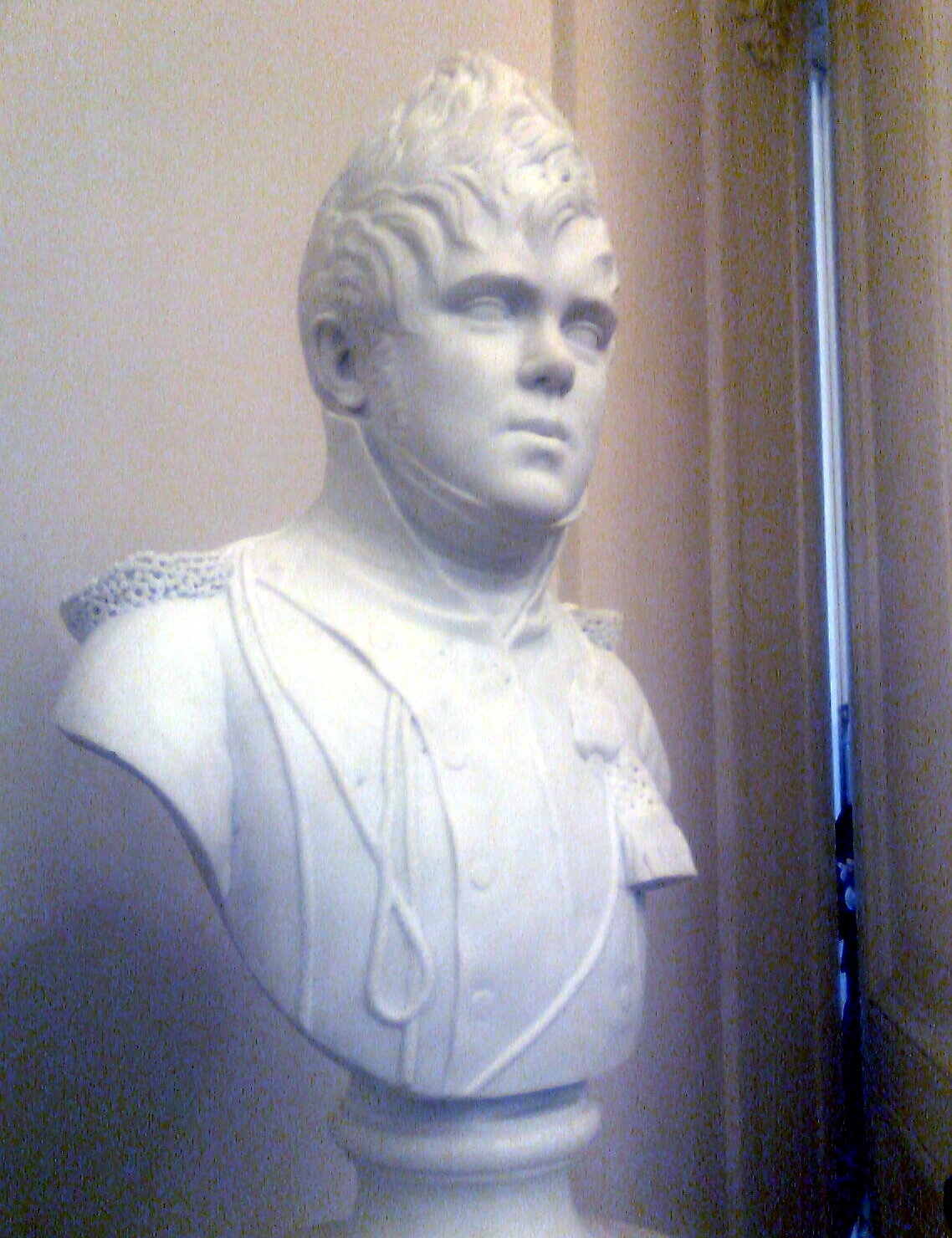
Buste du grand-duc Constantin Pavlovitch, marbre, Saint-Pétersbourg, château des Ingénieurs.
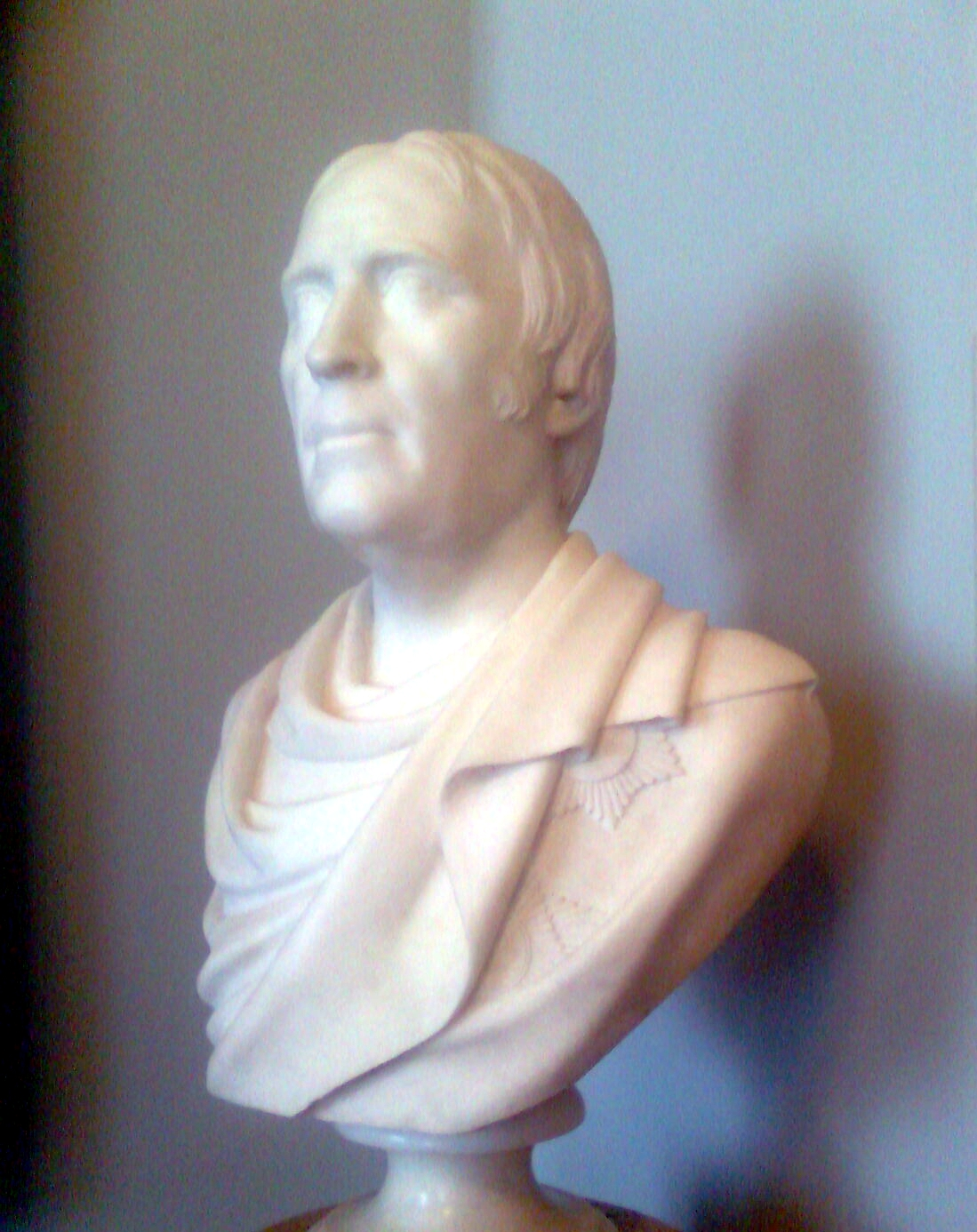
Buste de Moussine-Pouchkine, marbre, Saint-Pétersbourg, château des Ingénieurs
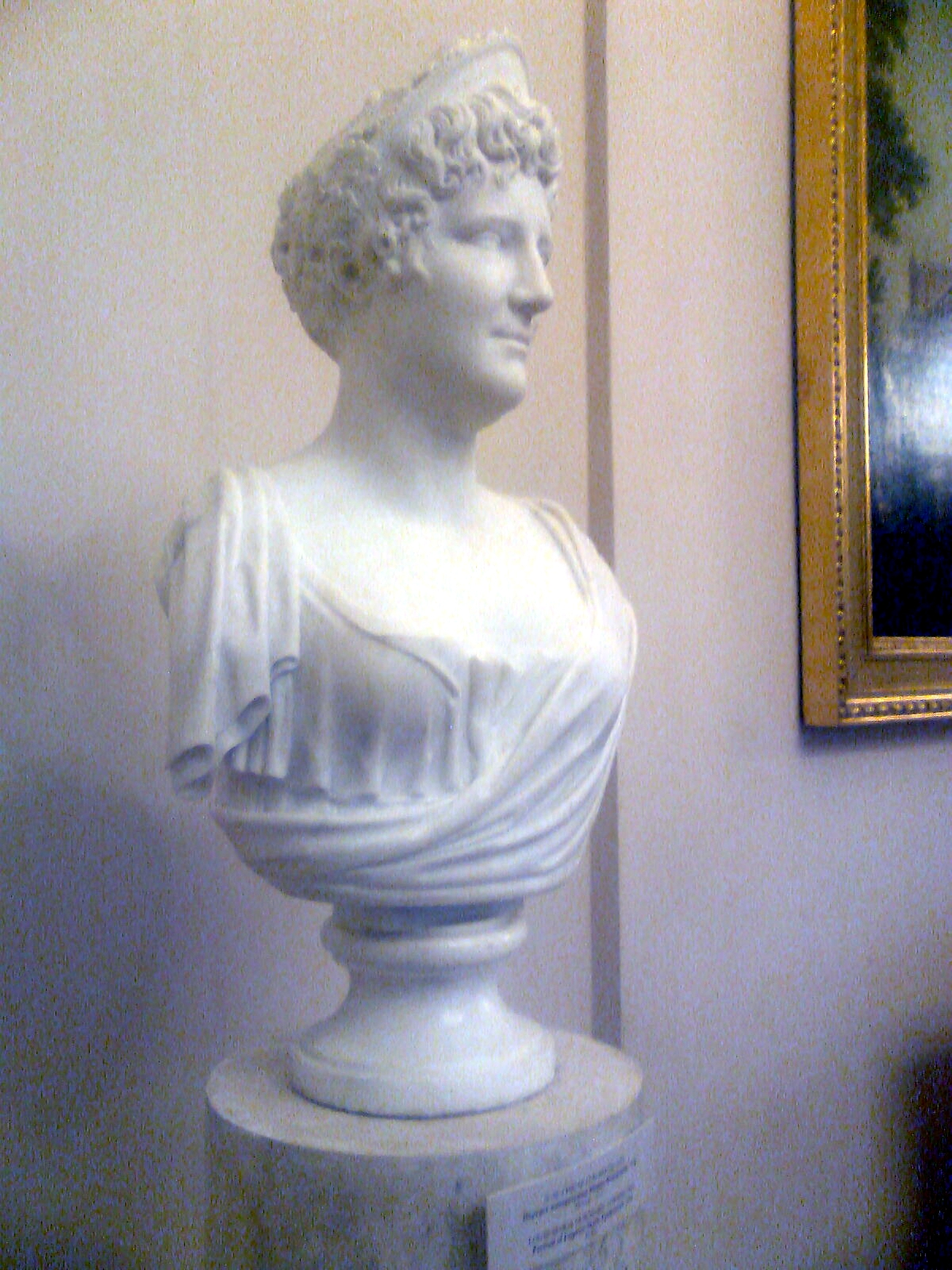
Buste de Maria Feodorovna, marbre, Saint-Pétersbourg, château des Ingénieurs.

#### Autres bustes
- Buste d'Alexandre Souvorov (1804), bronze, Saint-Pétersbourg, musée Souvorov. Exécuté d'après un moulage post-mortem, ce buste est, aux dires de l'historien Serguei Koslov[15], la meilleure image de Souvorov.
- Buste de Johann Adam de Krusenstern (1806-1807), non localisé.
- Buste de Iouri Fedorovitch Lisianski (1806-1807), non localisé.
- Buste de Nicolas Roumiantseff, chancelier d'État, marbre, Saint-Pétersbourg, château des Ingénieurs. Exemplaire en bronze (1817) à Saint-Pétersbourg, musée de l'Ermitage.
- Buste d'Alexis Moussine-Pouchkine (1811), marbre, Saint-Pétersbourg, château des Ingénieurs.
- Buste d'Alexandre Lvovitch Narychkine, marbre, Saint-Pétersbourg, musée de l'Ermitage.
- Buste du prince Alexandre Mikhailovitch Belozerski (1804), marbre, Minneapolis Institute of Arts.
- Buste d'Alexandre Andreievitch Voronikhine, âgé d'un an (1806), fils de l'architecte de la cathédrale de Kasan à Saint Pétersbourg, marbre (hauteur 34 cm), Saint Pétersbourg.
- Buste du général-feldmarchal comte Ivan Vassilievitch Goudovitch (1810), non localisé[16].

### Retour en France (1814-1832)

#### Salon de 1814
Exposition au Louvre, le 5 novembre 1814 :
- Buste de Louis XVIII, roi de France, 1814, marbre, no 1072 du catalogue, non localisé. Des plâtres furent proposés à la vente. Ce buste fut traduit en gravure par Jean Massard (1740-1822)[17] ;
- Buste du duc de Berry, 1814, marbre, no 1073 du catalogue, non localisé. Des plâtres furent proposés à la vente ;
- Buste d'Alexandre 1er, empereur de Russie, 1814, marbre, no 1074 du catalogue, non localisé. Des plâtres furent proposés à la vente ;
- Buste du comte de Saint Priest, marbre, no 1075 du catalogue, non localisé[18] ;
- Un jeune berger jouant de la flûte est surpris par un serpent, 1814, marbre, no 1071 du catalogue, non localisé[19].

#### 1814
- Buste d'Alexandre 1er, empereur de Russie (1814), marbre (hauteur 30 cm). Donné par Alexandre à l'impératrice Joséphine, en mai 1814 lors de son séjour en France. Conservé dans une collection particulière[réf. nécessaire].

#### 1816
- François-André Vincent (1746-1816), portrait en médaillon, marbre, orne le tombeau du peintre dont Guichard fut l'élève, Paris, cimetière du Père-Lachaise.

#### Salon de 1817
Exposition au Musée royal des arts, le 24 avril 1817 :
- Hippomène, vainqueur d'Atalante, no 848 du catalogue. Commande de l'État. Le plâtre original, de grandeur naturelle (1,72 m), est aujourd'hui au musée d'Arts de Nantes[20] ;
- La Monnaie et les Médailles, no 849 du catalogue[21], non localisé ;
- Buste de M. Bossu, curé de Saint-Eustache[22], no 850 du catalogue, non localisé ;
- Buste de Madame F…, no 851 du catalogue, non localisé.

#### Salon de 1819
- Buste de Turgot, marbre, œuvre commandée par le ministre de l'Intérieur[23], musée de l'Évêché de Limoges[24].
- Statue de Saint Jean [Baptiste], œuvre commandée par le préfet de la Seine :
  - un plâtre de cette statue, « haute de cinq pieds » (soit plus d'un mètre soixante), a été donné en 1822 par la Ville de Paris à l'église Saint-Louis-en-l'Île. Elle y était encore conservée sous la tribune de l'orgue en 1841[25] ;
  - un exemplaire, probablement en plâtre, se trouvait dès 1824[26] dans la chapelle des fonts baptismaux[27] de l'église Saint-Ambroise à Paris (détruite sitôt après la construction de la nouvelle église Saint-Ambroise)[28] ; cette statue « en très mauvais état, ne fut pas conservée »[27] ;
  - un autre exemplaire se trouvait en 1838 dans l'église Saint-Merry à Paris[29].

#### Salon de 1822
Exposition au Musée royal des arts, le 24 avril 1822 :
- Ulysse blessé à la chasse par un sanglier, no 1433 du catalogue, non localisé ;
- Plusieurs bustes, no 1434 du catalogue, non localisés.

#### 1829
- Buste de Victor Alexis Désiré Dalloz (1829), marbre, mairie de Septmoncel[30]. Un plâtre (1829) est conservé au musée des Beaux-Arts de Dole. Un bronze fondu au début du XXe siècle orne la place du village.

#### Salon de 1830
Exposition au palais du Luxembourg : Buste de M. Panckoucke fils, marbre. Il est conservé dans les collections du musée de l'Ermitage à St Pétersbourg.

#### 1830
- Buste d'homme, marbre, 50 cm, non localisé[31].

#### Salon de 1831
Au Musée royal, le 1er mai 1831 :
- Buste de M. Peyre, architecte, marbre, non localisé[32] ;
- Buste en marbre de M. Mignon ; fait après son décès[33], non localisé ;
- Autres bustes en marbre, non localisés.

#### 1831
- Buste en marbre de Charles-Louis-Fleury Panckoucke, non localisé.

#### Fausse attribution
Dans son ouvrage sur Paris, A. Lasmarrigues attribue à Guichard un bénitier en marbre blanc, composé par Madame de Lamartine, et placé dans l'église Saint-Germain-L'Auxerrois à Paris. En réalité, ce bénitier est de François Jouffroy et date de 1844. L'erreur de Lasmarrigues vient d'une mauvaise lecture de l'ouvrage de Félix Lazare.

#### Le fonds d'atelier en 1832
À sa mort en 1832, Louis-Marie Guichard laissait dans son atelier : 

« Dans l'atelier au rez-de-chaussée, éclairé sur la cour par une grande porte vitrée. Trente trois bustes en plâtre, deux bas-reliefs aussi en plâtre, un buste en marbre et un lot de modèles en plâtre, outils en bois et en fer, un modèle en terre glaise non terminé représentant un gladiateur, prisé pour le tout quarante francs. (Inventaire après décès, retrouvé et transcrit par T.C.[Qui ?] le 15 avril 2014[réf. nécessaire]). »